# 莫拉莱斯德坎波斯
莫拉莱斯德坎波斯，是西班牙卡斯蒂利亚-莱昂巴利亚多利德省的一个市镇。总面积16平方公里，总人口187人（2001年），人口密度12人/平方公里。